# Засоне
Засоне (пол. Zasonie) — село в Польщі, у гміні Нове Място Плонського повіту Мазовецького воєводства.
Населення — 94 особи (2011).
У 1975-1998 роках село належало до Цехановського воєводства.

## Демографія
Демографічна структура станом на 31 березня 2011 року:
|          | Загалом | Допрацездатний вік | Працездатний вік | Постпрацездатний вік |
| -------- | ------- | ------------------ | ---------------- | -------------------- |
| Чоловіки | 47      | 13                 | 28               | 6                    |
| Жінки    | 47      | 10                 | 25               | 12                   |
| Разом    | 94      | 23                 | 53               | 18                   |